# Policía estatal de Zacatecas
La Policía Estatal de Zacatecas, es la corporación que desempeña funciones policiales, en todo el territorio del Estado, bajo el mando de la Secretaría de Seguridad Pública, en el cumplimento de las facultades que le confiere la propia Ley de Seguridad Pública, los Convenios, su propio Reglamento y demás disposiciones aplicables, con estricto apego a la Legislación y a las competencias correspondientes. Se le llama Policía Estatal a todas las fuerzas encargadas de seguridad y justicia en el estado, independientemente de su división perteneciente.

## Antecedentes
Los primeros antecedentes son las milicias locales o la Guardia Nacional, que eran las encargadas de la seguridad en los estados de la república. Es hasta la época del Porfiriato en el que se da la transición de la ineficiente Guardia Nacional a cuerpos de seguridad mejor estructurados. Se dio paso a las Fuerzas de Seguridad del Estado/Pública. Y se crearon como rama principal de estas las Gendarmerías o Soldados.
En el caso de Zacatecas se formó un Cuerpo de Gendarmería. Después de los años 40, siguiendo el modelo implementado a nivel nacional se crea la Dirección de Seguridad Pública y Tránsito Estatal.

## Historia
El 1 de mayo de 2002 se dio el banderazo de salida para la nueva Policía Estatal con las divisiones de Proximidad y Tránsito con 63 elementos y 10 patrullas, la investigación siguió bajo la policía ministerial de la entonces Procuraduría General del Estado. Para el 2009 ya eran 215 elementos.
En 2013 alcanzó los 800 elementos y se estableció la división de Policía Estatal Acreditable conformada por elementos que tengan con éxito todos sus exámenes de control y confianza. También se crea el proyecto para la construcción de las Unidades Regionales de Seguridad que servirían como centros de comando en distintas partes del estado para apoyar a las mermadas policías municipales y se creó la división de investigación de la SSP entrenada por la división científica e investigadora de la Policía Federal y la Agencia Federal de Investigación de la Procuraduría General de la República.
Entre el 2015 y 2016 se reforma la estructura de seguridad y justicia, la Procuraduría pasa a ser la Fiscalía y en la Policía Estatal la división de Proximidad pasa a ser la Preventiva y la de Tránsito Estatal se transforma en la de Seguridad Vial Estatal.
Debido a la crisis que viven las policías municipales en el estado, a falta de elementos, la Policía Estatal y las Fuerzas Federales han tenido que intervenir en varios municipios en donde toman el control de la seguridad.
En 2020 en medio de la Pandemia de COVID-19, la policía estatal junto a las fuerzas municipales y federales, ha ayudado en el seguimiento de los protocolo de actuación y prevención en el estado, principalmente en las entradas de las ciudades y en las instalaciones de los UNIRSE. En octubre del 2020 hubo un fuerte enfrentamiento en el municipio de Calera entre policías estatales y civiles armados, cuando los primeros fueron emboscados y repelieron la agresión que terminó con un saldo de 14 civiles armados muertos y 3 policías heridos, el municipio fue intervenido por las fuerzas estatales y federales.
El 27 de febrero de 2023 el gobernador del estado David Monreal Ávila anuncio la creación de un nuevo grupo de fuerzas especiales, cuyo nombre es Fuerza de Reacción Inmediata Zacatecas (FRIZ). Esto para inhibir actos delictivos y delitos de alto impacto

## Divisiones de la Policía Estatal

### Policía Estatal Preventiva
Es la principal rama de la Secretaría de Seguridad Pública Estatal. Su labor es la labor de prevenir el delito y de ser necesario evitar que este se consuma. También sirven como proximidad con la población civil. El garantizar la seguridad y el orden público como mandato del Estado, mediante acciones que coadyuven y logren satisfactoriamente la prevención de los delitos, a fin de lograr y mantener el clima de paz, tranquilidad y de confianza tal, para que la ciudadanía zacatecana, pueda desarrollarse plenamente y con firme estabilidad. Está integrado por aproximadamente 900 elementos operativos y 200 auxiliares.

### Policía de Seguridad Vial
La Dirección de Policía de Seguridad Vial se encuentra integrada por una Unidad de Enlace Administrativo, Subdirección Operativa, Subdirección de Control de Transporte Público, Coordinación de Delegados, Unidad de Asesores más ocho departamentos que integran la misma, además que cuenta con 43 Delegaciones con representación en los municipios del Estado, siendo su objetivo principal el vigilar el estricto cumplimiento de la Ley de Transporte, Tránsito y Vialidad, sus Reglamentos y demás disposiciones legales relacionadas; organizar, controlar y vigilar el Servicio Público de Transporte en el Estado, con las pautas generales que señale el Ejecutivo del Estado; organizar e instrumentar en coordinación con otras dependencias y municipios, programas y campañas permanentes de Educación vial, cortesía urbana, preservación del medio ambiente, prevención de hechos de tránsito, a través de la formación de una conciencia social de los problemas viales; expedir licencias para manejar, autorizaciones y permisos experimentales; imponer las sanciones aplicables a los infractores de la Ley de Transporte, Tránsito y Vialidad y sus Reglamentos; planear y coordinar el tránsito y la vialidad en vías públicas de jurisdicción estatal y municipal. Funciona con 243 elementos operativos y con 100 auxiliares.

### Dirección de Prevención y Reinserción Social
Es la institución de seguridad pública encargada de ejecutar las penas de prisión impuestas a mayores de dieciocho años, por el órgano jurisdiccional correspondiente, con la obligación invariablemente de respetar en todo momento los derechos humanos de los internos, así como ofrecer dentro de los centros y establecimientos de reinserción social, trabajo como medio de dignificación de la persona, capacitación para este, educación, salud y deporte; y en los términos de su competencia la aplicación y vigilancia de la normatividad de las instituciones relacionadas con los menores infractores con la ley penal, todo ello en comunión con la constitución política de los Estados Unidos Mexicanos y tratados internacionales en los que México es parte.

### Dirección de Empresas de Seguridad Privada
La Dirección de empresas de Seguridad Privada perteneciente a la Secretaría de Seguridad Pública encuentra su existencia y fundamento legal en los artículos 119 al 124 de la Ley del Sistema Estatal de Seguridad Pública de Zacatecas; artículo 3 fracción XVI de la Ley de las Instituciones Policiales de la Secretaría de Seguridad Pública del Estado de Zacatecas, artículos 5 fracción XX, 30 fracción I, 31 y 32 del Reglamento Interno de la Secretaría de Seguridad Pública. En ese mismo orden de ideas y con base en el artículo 32 del Reglamento, para el mejor desempeño de sus funciones, la Dirección de Empresas de Seguridad Privada, cuenta con: dos departamentos, I Departamento de Registro, y II. Departamento de Verificación.

### Investigación
Que será el cuerpo de policía encargado de la investigación de los delitos bajo la conducción y mando del Ministerio Público en los términos del artículo 21 de la Constitución Política de los Estados Unidos Mexicanos.

### Fuerzas especiales
Esta se divide en dos. La primera es la Policía de Análisis Táctico: que será el cuerpo de policía encargado de recopilar, integrar y explotar la información para el combate al delito. El segundo es Agrupamientos Especiales de Operación y Reacción: que serán los cuerpos de policía encargados de realizar operativos con unidades de fuerza para objetivos de alto impacto, intervención en situación de crisis y restablecimiento del orden público.

## Metropol
Es una fuerza conjunta de seguridad regional, sostenida entre el gobierno del estado y los gobiernos municipales en los que estos operan, que de manera coordinada elaboraran estrategias que garanticen la seguridad y estabilidad de la región en los términos anteriormente acordados. En sus inicios en 2017 esta fue exclusiva para los municipios de Zacatecas y Guadalupe, ya actualmente opera en los municipios del centro del estado y todos en donde pasa la carretera a Fresnillo, incluyendo esta última. Opera con aproximadamente 300 elementos operativos.

## UNIRSE
La llamada Unidad Regional de Seguridad o UNIRSE por sus siglas, son puestos y cuarteles de comando donde se instala como punto de control y operativo en una región a cargo de la Policía Estatal Preventiva/Acreditada en conjunto con la Policía Federal y Ejército Mexicano. En ella sobre la carretera hay un gran arco metálico con los símbolos de las instalaciones y corporaciones en el lugar, además de cámaras y casetas. A un lado de esto están las instalaciones en donde están los agentes hacen su trabajo, como la recepción, monitoreo, investigación, junta, oficinas, dormitorios, cafetería, armería, etc.
Actualmente hay en total 5 puestos más uno en construcción en:
- Troncoso
- Río Grande
- Malpaso
- Sombrerete
- Villa de Cos
- Fresnillo (en construcción)

## Marco jurídico
- Ley General del Sistema Nacional de Seguridad Pública
- Ley del Sistema Estatal de Seguridad Pública del Estado de Zacatecas
- Ley Orgánica de la Administración Pública del Estado de Zacatecas
- Reglamento Interior de la Dirección de la Policía Estatal Preventiva
- Manual de Organización de la Dirección de la Policía Estatal Preventiva

## Percepción ciudadana
La Policía Estatal de Zacatecas en general en su última encuesta pública de la Encuesta Nacional de Seguridad Urbana del INEGI de septiembre del 2020, que cabe destacar que la gran mayoría de corporaciones de seguridad aumentaron su percepción de desempeño y confianza a comparación de la anterior (marzo del 2020). La percepción de desempeño es del 59.7% a nivel estatal, teniendo 62.1% en la ciudad de Zacatecas y 57.8% en Fresnillo. El nivel de confianza fue de 69.7% a nivel estatal, en Zacatecas fue de 58.2% y en Fresnillo fue de 47.6%.
|           | Zacatecas | Fresnillo | Estado | Nacional |
| --------- | --------- | --------- | ------ | -------- |
| Desempeño | 62.1%     | 57.8%     | 59.7%  | 52.1%    |
| Confianza | 58.2%     | 47.6%     | 69.7%  | 54.2%    |

En ambos rubros se encontró por casi 2 puntos por debajo de la media nacional. También se revisa una tendencia a que en la ciudad de Zacatecas es mayor la percepción en ambos rubros que a los de Fresnillo, en los que se encuentran hasta por más de 10 puntos de diferencia.
En sus tres principales divisiones (preventiva, vial e investigación) según la última encuesta del ENVIPE (2019) también del INEGI señala a nivel estatal la confianza de la Policía Estatal Preventiva es de 69.7%, en la Policía Vial es de 52.6% y la Policía de Investigación es del 67.9%. El porcentaje es de personas que respondieron a las opciones algo o muy confiable.
| Percepción de confianza | Estado de Zacatecas | Nivel nacional |
| ----------------------- | ------------------- | -------------- |
| Preventiva              | 69.7%               | 57.9%          |
| Vial                    | 52.6%               | 45.6%          |
| Investigadora           | 67.9%               | 67.4%          |

A nivel estatal la policía estatal se encuentra por encima de la media nacional en confianza y desempeño, y aunque también cuenta con considerables niveles de percepción en corrupción está por debajo de la media nacional. El porcentaje es de personas que respondieron a las opciones algo o muy corrupta.
| Percepción de corrupción | Estado de Zacatecas | Nivel nacional |
| ------------------------ | ------------------- | -------------- |
| Preventiva               | 58.1%               | 64.1%          |
| Vial                     | 66.8%               | 76.6%          |
| Investigadora            | 46.6%               | 62.3%          |